# Megalagrion pacificum
Megalagrion pacificum е вид насекомо от семейство Coenagrionidae. Видът е световно застрашен, със статут Уязвим.

## Разпространение
Разпространен е в САЩ (Хавайски острови).